# Sinar Laut
Sinar Laut is een bestuurslaag in het regentschap Muko-Muko van de provincie Bengkulu, Indonesië. Sinar Laut telt 362 inwoners (volkstelling 2010).